# Masaki Sumitani
Masaki Sumitani (住谷正樹 Sumitani Masaki?) (18 de diciembre de 1975), más conocido por su nombre artístico Razor Ramon Hard Gay (レイザーラモンＨＧ Reizā Ramon Hādo Gei?) es un luchador profesional, comediante y talento japonés.
Sumitani es famoso por su trabajo en el programa de televisión de la cadena de televisión japonesa TBS "Bakushō Mondai no Bakuten!" (Daibakuten) en 2005, así como por su trabajo en la empresa de lucha libre profesional HUSTLE. También es conocido por formar, junto a Makoto Izubuchi, el dúo de comedia Razor Ramon.
No debe confundirse con el luchador profesional estadounidense Scott Hall, quien usó el alias de “Razor Ramon” durante su carrera. A pesar de que la WWE tiene registrado el nombre "Razor Ramon" ninguna acción ha sido llevada a cabo para impedir su uso por Masaki.

## Vida personal
Sumitani está casado con la modelo de bikinis Anna Suzuki.

## Carrera

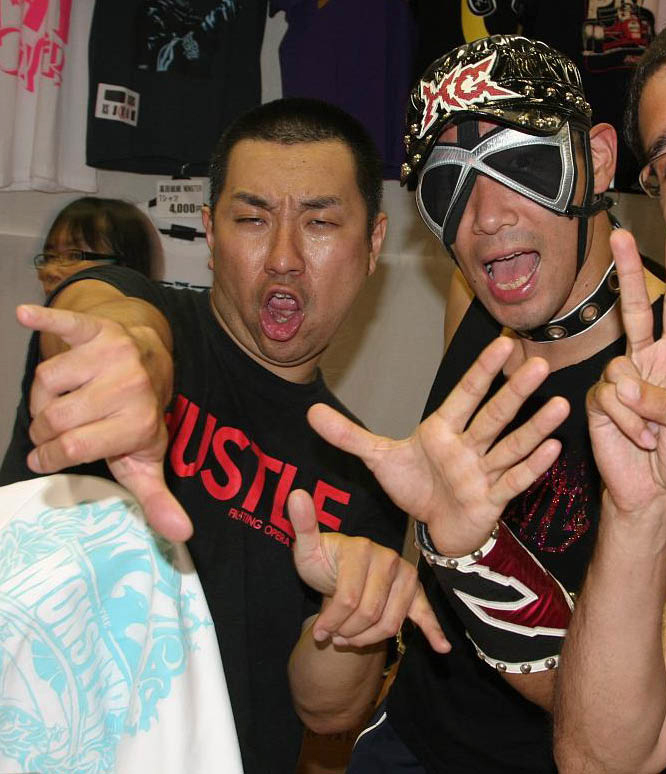
El dúo Razor Ramon, compuesto por RG y HG, de izquierda a derecha.

Sumitani estudió en la universidad de Doshisha, donde se graduó en comercio. Allí conoció a Makoto Izubuchi, con quien formó un dúo de comedia en 1997. El dúo sería bautizado "Razor Ramon", en honor al luchador profesional estadounidense Razor Ramon. La pareja consiguió un gran éxito, y ganó el premio Fukuwarai al mejor dúo manzai del año en el Imamiya Kids’ Ebisu Manzai Contest. Razor Ramon comenzó su carrera pública en SABUKI, un club de comedia de Osaka abierto por el grupo de humoristas Yoshimoto Kogyo en la región de Kansai.
Tras acabar sus estudios en la universidad, Sumitani encontró un trabajo en la tienda de comestibles CO-OP KOBE. Sin embargo, después de cuatro meses, Sumitani dejó este empleo y se unió a Yoshimoto Kogyo junto con Izubuchi, participando en el programa Yoshimoto Shin-kigaeki, uno de los más populares de Japón. En él, Izubuchi y Sumitani interpetaban roles de repartidores, dueños de restaurantes de udon, albañiles, yakuzas y varios otros. En 2005, Sumitani ganó fama internacional con su trabajo en el programa de variedades Bakusho Mondai no Bakuten! en TBS, presentando al personaje Razor Ramon Hard Gay.

### Razor Ramon Hard Gay

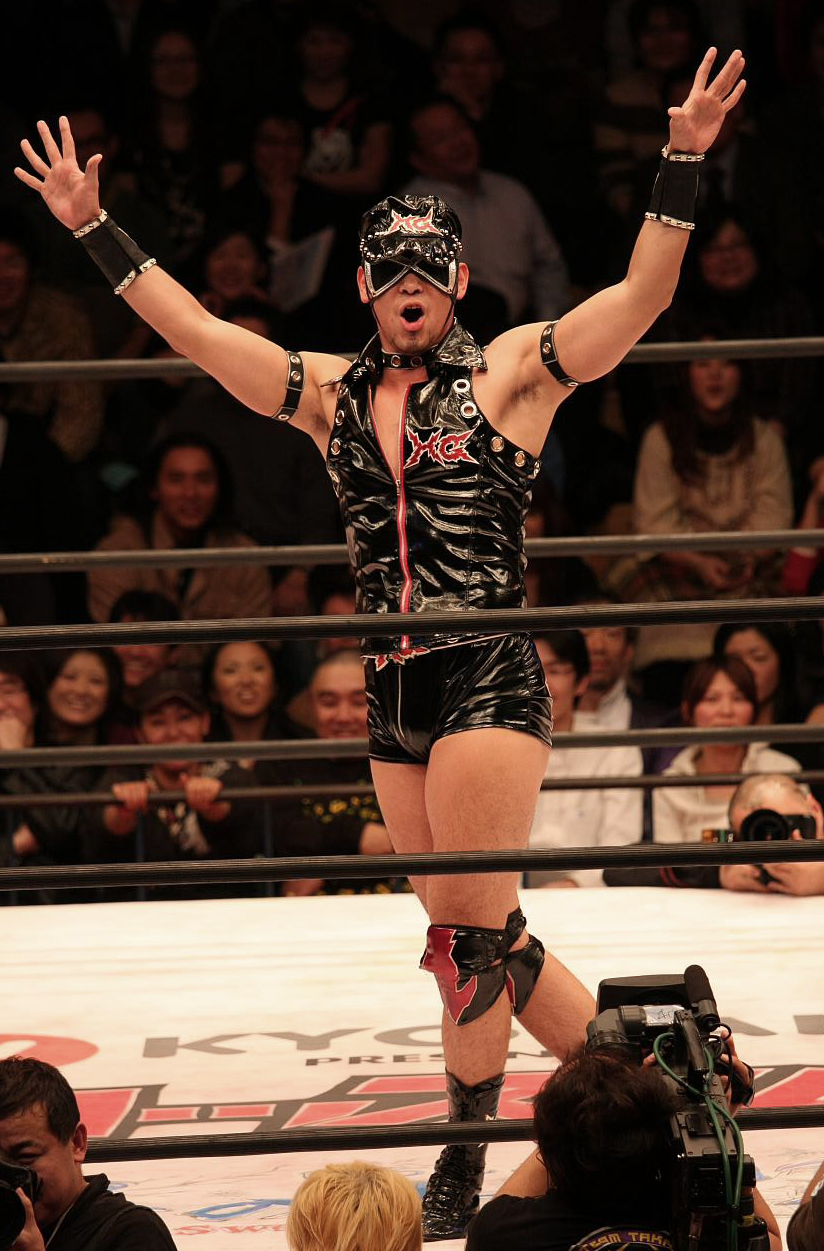
Hard Gay durante un evento de HUSTLE.

Sumitani es internacionalmente conocido por su personaje Hard Gay (también llamado HG) con el que encarna una excéntrica y alocada representación estereotípica de la homosexualidad. HG se presenta ataviado con vestimentas negras de cuero y PVC de estilo fetichista, con un pantalón corto ajustado y una gorra a juego, así como unas grandes gafas de sol. Bajo esta guisa, HG realiza continuamente cómicos movimientos pélvicos y gestos extravagantes, así como un repertorio regular de frases: suele presentarse ante la cámara alzando los brazos y proclamando "Dōmō Haado Gei desu" ("Hola a todos, soy Hard Gay"); intercala en lo que dice chillidos como "Hoooooo" (フゥ～!) y "Foohhhh!" (フォー！); termina de hablar diciendo exageradamente "OK"; emplea el grito "Sei sei sei sei sei" agitando la mano ante la cara de su interlocutor para corregirle o llamarle la atención; y, para las tareas que requieren fuerza o habilidad, usa el grito de ánimo "Hard Gay Power". Típicamente HG habla con gran desparpajo y expresividad, ofendiendo a más de uno entre los que lo oyen, y usa de cortina musical la canción Livin' la Vida Loca, de Ricky Martin.
La intención de HG es realizar actos de mejora social, aunque a través de su particular estilo. Por ello, Hard Gay protagoniza sketches en los que aparece en las calles de ciudades de Japón ayudando a personas y resolviendo problemas en diversas situaciones, a menudo atemorizando a los viandantes o a los mismos a los que ayuda. HG suele atraer la atención de toda la multitud y a veces crea grandes tumultos públicos, pero siempre consigue su objetivo.

### Actualidad
A partir de 2006, Sumitani continuó participando en Bakuten, pero esta vez bajo su nombre real, dejando de lado su faceta de Hard Gay. Recientemente, Sumitani ha expresado deseos de reinventarse a sí mismo. Sin embargo, Sumitani ha vuelto a usar su personaje de Hard Gay durante su trabajo en el videojuego Devil's Third.

## Carrera en la lucha libre profesional
Durante sus años en la universidad, Sumitani, aficionado a la lucha libre profesional, comenzó a practicar backyard wrestling con sus compañeros Makoto Izubuchi y Hiroshi Tanahashi, antes de unirse los tres al club de puroresu de la universidad, Doshisha Professional Wrestling Alliance. Sumitani, bajo el apodo "GiveUp Sumitani", ganó el campeonato de los pesos pesados entre las universidaes de Doshisha y Ritsumeikan.

### HUSTLE (2005-2009)

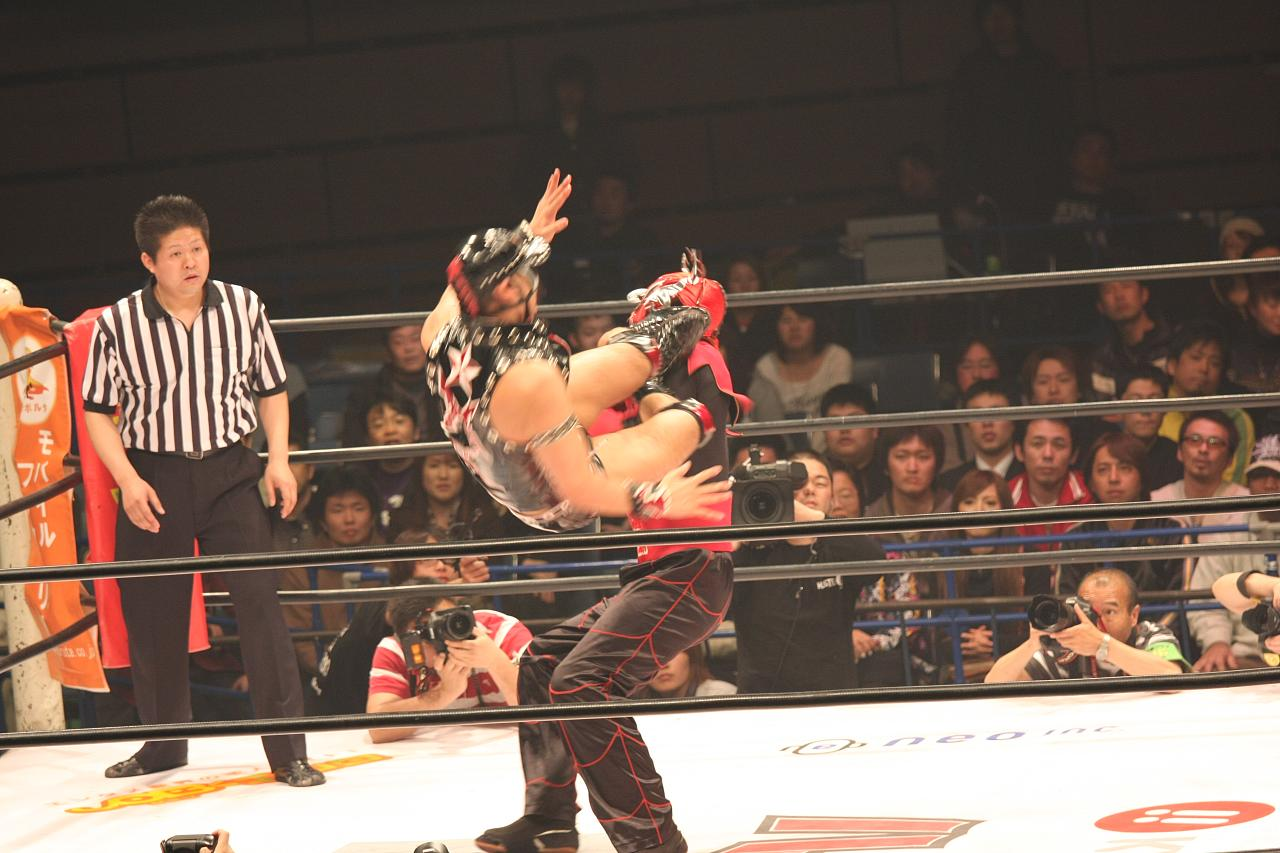
Hard Gay en el ring.

Hard Gay debutó en la promoción de lucha libre profesional HUSTLE a mediados de 2005 bajo su habitual personalidad y atuendo, aunque usando estilizadas gafas de aviador, más adecuadas para luchar, en lugar de sus gafas de sol, y un traje rediseñado, más brillante y llamativo. En su primera aparición, HG participó en un combate por equipos con Naoya Ogawa & Shinjiro Otani contra Toshiaki Kawada, Yoji Anjo & Yinling the Erotic Terrorist, en el que su equipo ganó gracias a que HG hizo rendirse a Yinling. Tras ello, HG se unió un al HUSTLE Army, alcanzando un alto rango en él. Hard Gay comenzó a luchar en combates por parejas con otros altos miembros como Tajiri y Naoya Ogawa, siendo el primero en enfrentarse al todopoderoso The Esperanza; a pesar del valiente esfuerzo de HG, fue derrotado. HG desapareció de HUSTLE por un tiempo después, ya que los directivos temían que el escándalo de Dream Stage Entertainment pudiera empañar su fama en la empresa; por ello, el HUSTLE Army dio la excusa ficticia de que HG estaba afectado de disfunción eréctil a causa de un piledriver de Esperanza. Meses después, con el panorama aclarado, HG hizo su retorno, anunciando que ya estaba curado. El mismo año debutó su amigo "Real Gay" RG, con el que formó un equipo análogo al dúo Razor Ramon en la realidad. Entre combate y combate, HG y RG eran vistos realizando promos manzai, así como pasando tiempo en las cafeterías de HUSTLE con la camarera Akari.
A mediados de 2008, HG fue secuestrado por el Monster Army y sometido a extraños experimentos por el Dr. Nakamatsu, los cuales dieron como resultado al clon malvado de HG, Fake HG. Los efectos secundarios de los experimentos, no obstante, dieron a HG acceso al modo "Super HG", que le daba un enorme poder cuando se enfurecía. RG y Akari, que debutó como luchadora bajo el nombre de KG, descubrieron la marca del Monster Army en la espalda de HG después de una de estas transformaciones, pero HG siguió usándolas ya que eran la única forma de derrotar a sus oponentes. RG y KG fueron asistidos por el detective Alan Kuroki a fin de descubrir el misterio de los poderes de Hard Gay, pero esto se reveló forzosamente en Hustlemania 2008, donde se explicó que cada transformación a "Super HG" afectaba a la mente de HG, siendo la de esa noche la última tolerable, lo que ocasionó que HG se convirtiese en una versión malvada llamada Monster HG. Con la perspectiva de HG como miembro del Monster Army, Kuroki cambió su personalidad a la de Magnum TOKYO para combatirle y efectivamente logró derrotarle, pero sin lograr cambiar su mente de nuevo. Finalmente, en HUSTLE Tour 2009, Monster HG debió enfrentarse a su antiguo compañero, RG; durante el combate, RG comenzó a mostrar vídeos y recuerdos de su pasado, lo que atormentó a Monster HG y permitió a su oponente ganar. La misma noche, HG proclamó que abandonaba el Monster Army y volvió a ser face, restaurando su alianza con RG y el resto del HUSTLE Army.
El 30 de julio de 2009, HG fue derrotado por TAJIRI en un evento en Korakuen Hall de Tokio. Durante el combate, Sumitani se fracturó totalmente el pie izquierdo en una técnica aérea, lo que ocasionó que debiese retirarse de la lucha libre durante varios meses. Poco después, Sumitani dejó HUSTLE.

### Apariciones esporádicas (2010-presente)
El 7 de julio de 2010, RG apareció en Dramatic Dream Team para burlarse de Danshoku Dino. El mismo mes, HG y RG hicieron una aparición en DDT Ryogoku Peter Pan 2010 Summer Vacation para enfrentarse a Dino en un Handicap Match, pero fueron derrotados.
El 22 de abril de 2012, HG y RG aparecieron en Dragon Gate en el evento The Gate of Passion 2012, como invitados de Hakata TV. Durante la noche, Hard Gay y su compañero actuaron de comentaristas, e intervinieron en el último combate de la velada atacando a Genki Horiguchi.
En marzo de 2015, Hard Gay y Real Gay abrieron el evento de retiro de Yoji Anjo, con RG imitando a Akira Maeda antes de pasar un vídeo con los mejores momentos del antiguo luchador de HUSTLE, y HG entrando para posar con él en el ring.

## En lucha

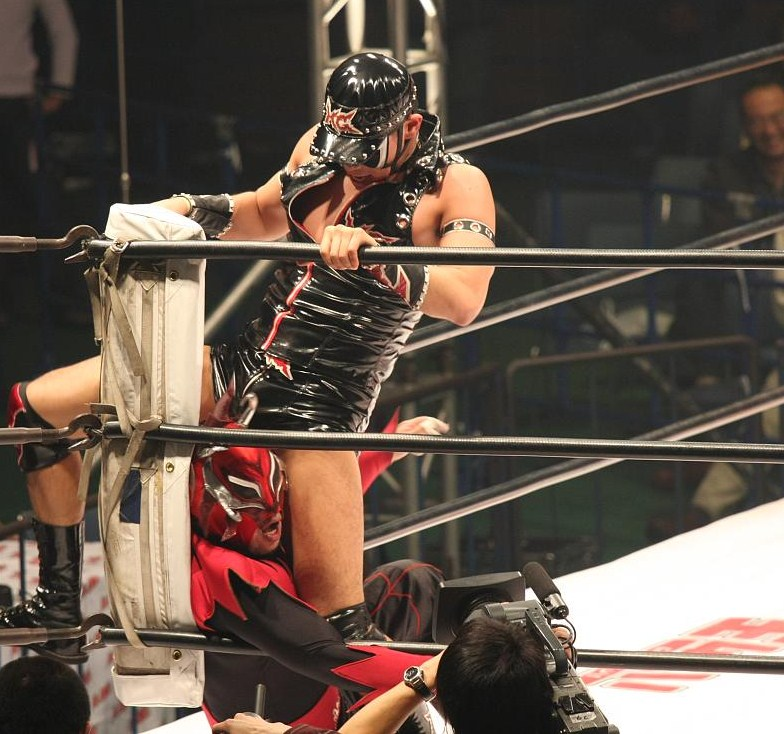
HG realizando un "P.W." a Aka Onigumo.

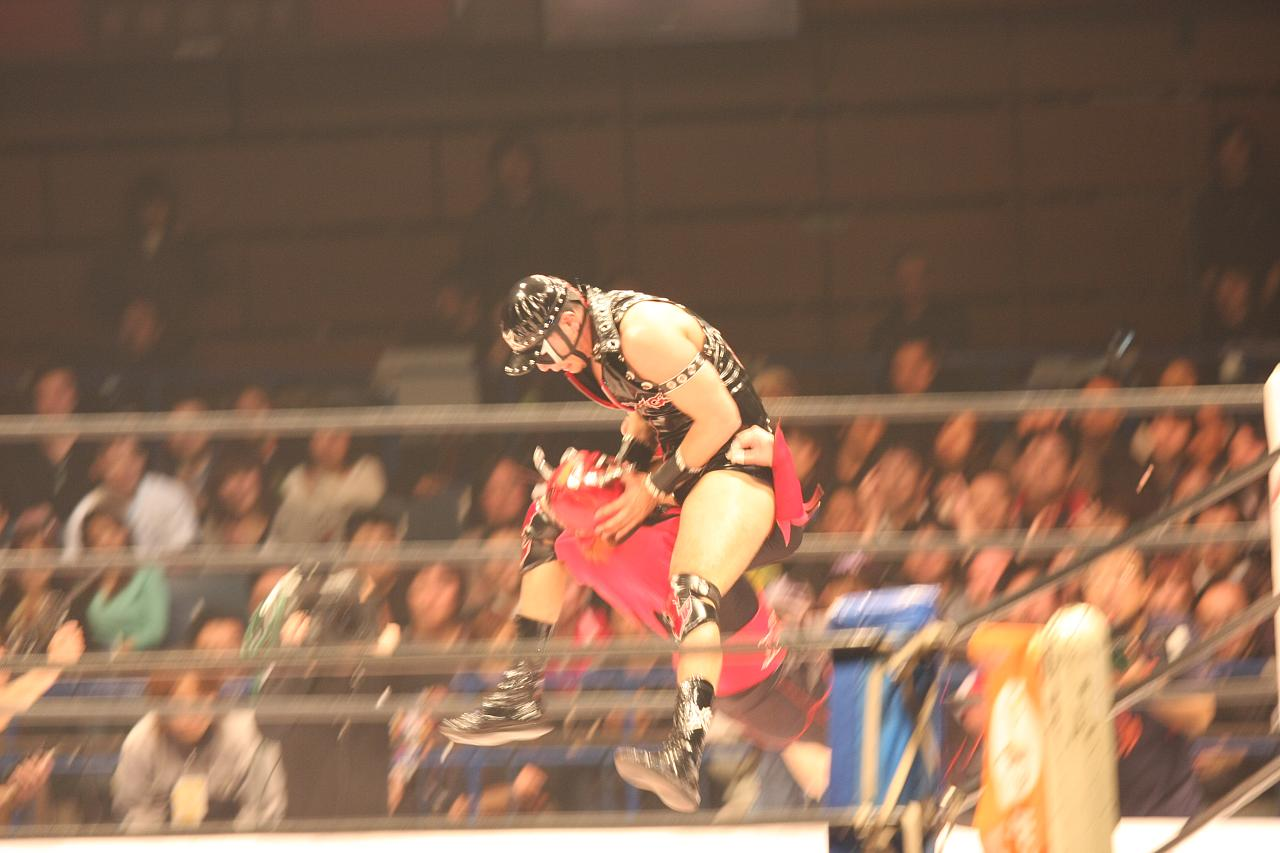
HG realizando un "Death Drop" a Aka Onigumo.

- Movimientos finales
  - 69 Driver[2] (Kneeling belly to belly piledriver precedido de múltiples movimientos pélvicos para sacudir su entrepierna contra el rostro del oponente)
  - Death Drop[3] (Diving seated senton a un oponente de pie)
  - H.G. - Hard Guillotine[2] (Diving leg drop, a veces con una silla ubicada sobre el oponente) - 2009

- Movimientos de firma
  - P.W. - Penis Wash[2] (Standing bronco buster)
  - Hard Gay Triangle Lock[4] (Triangle choke con múltiples movimientos pélvicos)
  - Death Hold[5] (Modified sunset flip roll-up bajando los pantalones del oponente)
  - Gay Road Driller[3] (DDT derivado en rolling small package pin)
  - Komara Bridge[5] (Jackknife pin)
  - Reverse M Lock[5] (Kneeling rana pin sobre la cabeza del oponente)
  - Abdominal stretch
  - Belly to back suplex
  - Boston crab
  - Diving crossbody, a veces hacia fuera del ring[6]
  - Diving splash gritando "¡Finish! ¡Hoooooo!"
  - Double underhook facebuster
  - Dropkick,[6] a veces desde una posición elevada
  - Enzuigiri[6]
  - Headlock takedown
  - Leaping hip attack
  - Overhead kick
  - Roll-up
  - Rope aided neckscissors derivado en hurricanrana[6]
  - Roundhouse kick[6]
  - Savate kick
  - Scissors kick
  - Side elbow drop gritando "¡Sei!"
  - Spinning heel kick[6]
  - Springboard leg drop bulldog[6]
  - Super hurricanrana
  - Tilt-a-whirl headscissors takedown

## Campeonatos y logros
- Pro Wrestling Illustrated
  - Situado en el Nº129 en los PWI 500 de 2006[7]

- Tokyo Sports Grand Prix
  - Principiante del año (2006)[8]